# 盖芬·普里莫
盖芬·普里莫（希伯來語：‎，2000年3月26日—），以色列女子柔道运动员，2021年世界柔道锦标赛女子52公斤级铜牌得主、2022年世界柔道锦标赛混合团体铜牌得主。弟弟Einav和妹妹Kerem也都从事柔道运动。